# Гродненская область

Физическая карта Гродненской области

Гро́дненская о́бласть (бел. Гродзенская вобласць) — административно-территориальная единица (область) в западной части Беларуси, граничит с Литвой и Польшей. Является наименьшей по размеру территории. Численность населения — 984 880 человек (на 1 января 2025 года).
Город Гродно — административный центр и крупнейший город Гродненской области. Он расположен на реке Неман. В историческом центре на правом берегу реки расположены два замка, много культовых сооружений, в том числе Борисоглебская (Коложская) православная церковь, датируемая XII веком, вторая по старшинству в Беларуси.
Мирский замок, исторический памятник XVI века, и часть Беловежской пущи, природного заповедника, являющиеся всемирным наследием ЮНЕСКО расположены в этом регионе Беларуси. Также расположены Лидский замок, Августовский канал, Дворец Друцких-Любецких, Жировичский монастырь и другие объекты историко-культурного наследия.
Регион заметно выделяется своим национальным и религиозным составом. Свыше 20 % населения составляют поляки. Единственная область Беларуси, где среди верующих доминирует римско-католическая церковь.
В 2024 году Гродненская область отмечает 80-летие со дня образования региона.

## География

### Рельеф
Для области характерен равнинный рельеф (130—190 метров). Центральное положение занимает Неманская низина, вытянувшаяся вдоль Немана, при выходе Немана за границы республики находится самый низкий пункт страны — 80 метров над уровнем моря. На севере и северо-востоке располагается Лидская равнина (до 170 метров) и Ошмянская возвышенность (до 320 метров), на крайнем северо-востоке области — часть Нарочано-Вилейской низины. На юге и востоке находятся моренные сглаженные возвышенности: Гродненская, Волковысская, Новогрудская возвышенность, на которой находится самая высокая точка области — Замковая гора (323 метра).

### Полезные ископаемые
Железные руды (Новосёлковское месторождение ильменит-магнетитовых руд в Кореличском районе и ряд рудопроявлений вдоль границы с Литвой в Гродненском районе), торф (преимущественно на Неманской низине), мел, кирпичная и черепичная глины, цементное сырьё (главные месторождения в Волковысском районе), силикатные пески, известковое сырьё, песчано-гравийный материал.

### Климат
Зима в области мягкая и короткая, лето — долгое и умеренно тёплое. Среднемесячная температура воздуха в январе колеблется от −6,6 °C в Кореличском и Новогрудском районах до −5 °C на юго-западе в Берестовицком и Свислочском районах, в июле температура достигает 17—18,2 °C. Вегетативный период длится 189—200 суток. Годовое количество осадков составляет 520—640 мм (в Новогрудке — 706 мм), из них 71 % приходится на тёплую половину года (апрель-октябрь).

### Водная система
Практически вся территория области относится к бассейну Немана и его притокам: Березине, Гавье, Дитве, Лебеде, Котре (справа), Уше, Сервечи, Щаре, Лососне (слева). На северо-востоке протекает река Вилия (с Ошмянкой). На юго-западе начинается река Нарев — приток реки Висла. Известен Августовский канал, который соединил бассейны Немана и Вислы. Самые крупные озера: Белое, Рыбница, Свитязь (в пределах Свитязянского ландшафтного заказника), Свирь и Вишневское (на границе с Минской областью).

### Почва
Почвы сельхозугодий значительно эрозированы и завалунены, частично переувлажнены и заболочены. Дерново-подзолистые почвы составляют 78,9 % площади сельхозугодий, дерново-подзолистые заболоченные — 17,5 %. Преобладают супесчаные почвы — 56,9 %, имеются суглинистые — 23,1 %, песчаные и торфяные — по 10 %. Осушенные земли занимают 18,5 % сельхозугодий.
Преобладают низинные болота, занимают 6,6 % территории области, большая часть их осушена. Под лугами занято 14,4 % территории, 2/3 из них — низинные. На территории области находится 10 природных заказников республиканского значения, 50 памятников природы.

### Флора
Средняя лесистость составляет 33 %, от 10-12 % в Берестовицком и Зельвенском районах, до 50 % — в Свислочском. Леса преимущественно сосновые (68,8 %) и еловые (11 %), меньше берёзовых, черноольховых, дубовых, грабовых, ясеневых. Сохранились крупные лесные массивы — пущи: Налибокская, Липичанская, Графская, частично Беловежская.

### Природные ресурсы и охрана окружающей среды
На июль 2007 года в области создано 16 заказников республиканского значения, 41 — местного, частично два национальных парка «Нарочанский национальный парк» и «Беловежская пуща», 220 памятников природы.
Общая площадь особо охраняемых территорий — примерно 262 тыс. га (10 % территории области). В Принеманье выявлено и взято под охрану 135 мест обитания животных (17 видов), 74 места произрастания растений (20 видов), занесённых в Красную книгу Беларуси.

## Геральдика
Герб и флаг учреждены Указом Президента Республики Беларусь от 14 июня 2007 года № 279 и зарегистрированы в Государственном геральдическом регистре Республики Беларусь 4 июля 2007 года № Б-104 и № Б-105. Одобрены решением Гродненского областного исполнительного комитета от 27 апреля 2006 года № 252.

## История
Территория Гродненщины заселена людьми начиная с позднего палеолита. Наиболее древние стоянки находились на озере Свитязь, возле деревни Черешля Новогрудского, Несиловичи Дятловского, Збляны Лидского районов, около устья реки Котра.
Самый древний череп с территории Беларуси, у которого было восстановлено лицо, принадлежал представителю культуры шнуровой керамики мужчине 30—40 лет, жившему в эпоху бронзы во II тыс. до н. э. и найденному в кремнедобывающей шахте в пос. Красное Село Волковысского района Гродненской области.
В конце I — начале II тысячелетия на территории Гродненщины сложилась крайне сложная этническая ситуация. Здесь жили восточнославянские племена (дреговичи, кривичи, волыняне, древляне), западнославянские (мазовшане), восточнобалтские (литва), западнобалтские (ятвяги). Во второй половине I тысячелетия начинается славянская колонизация. Осваивая территории Гродненщины, славяне постепенно ассимилировали проживающее здесь с древности балтоязычное население. Ассимиляция балтов продолжалась вплоть до XII—XIII вв.
К началу XII века значительная часть Верхнего Понеманья оказалась в составе Древнерусского государства — Киевской Руси. В это время появляются первые крупные города — Гродно (1128), Новогрудок (по-древнерусски — Новгородок или Новогородок) (1044), Слоним (1251), Волковыск (1005), Лида (1323).
В XII — первой половине XIV столетия существовали Гродненское, Новогрудское и Волковысское княжества. Эти самостоятельные государственные объединения несли на себе отпечаток единого политического и социально-экономического развития восточнославянских земель в составе Руси. Княжества, как и другие западнорусские земли, продолжительное время находились под постоянной угрозой монголо-татарского завоевания. Более двух столетий они были форпостом борьбы с агрессией крестоносцев.
Именно эти обстоятельства обусловили образование в XIII—XIV веках многонационального государства — Великого княжества Литовского.
В условиях борьбы против агрессии крестоносцев в замке Крево, что в Сморгонском районе, заключена знаменитая Кревская уния 1385 года, положившая начало объединению Великого княжества Литовского и Польши в единое государство — Речь Посполитую.
Значительной вехой в совместной борьбе за независимость против внешней агрессии стала Грюнвальдская битва 1410 года, где была одержана победа над завоевателями.

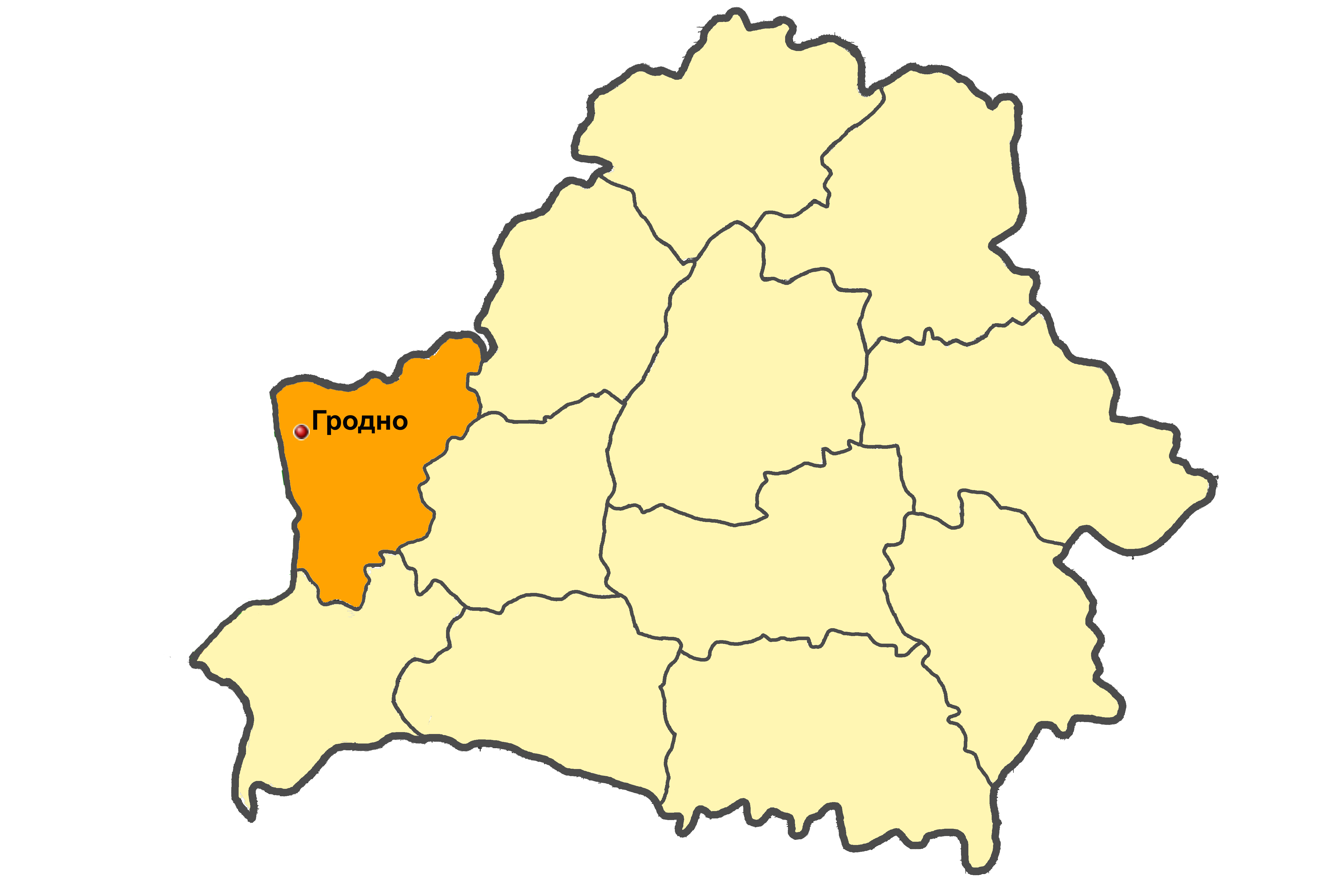
Гродненская область в 1944—1954 гг.

В XII—XVI веках крупнейшие города и местечки Гродненщины стали играть значительную роль в экономической и культурной жизни страны. Некоторые из них (Гродно, Новогрудок, Слоним) получили самоуправление в соответствии с магдебургским правом. Гродненская королевская экономия, как административно-территориальная единица, была в то время одной из самых развитых и богатых в государстве.
После 2-го и 3-го разделов Речи Посполитой в 1793 и 1795 гг. территория современной Гродненской области вошла в состав Российской империи. Значительным событием в её истории стал 1801 год, когда была образована Гродненская губерния, которая вскоре стала одной из наиболее экономически развитых губерний России.
Жители Гродненщины принимали активное участие в восстаниях под руководством Тадеуша Костюшко, Кастуся Калиновского. В последнем случае восстание поддержали в основном поляки и литовцы. Белорусские крестьяне в большинстве своём не приняли восстания Калиновского и вместе с царскими войсками воевали против них. Также жители Гродненщины активно участвовали в революционных выступлениях в 1917 году. По условиям Рижского мирного договора 1921 года вся территория современной Гродненской области была включена в состав Польши.
В сентябре 1939 года Гродненщина вошла в состав СССР и была включена в состав Белорусской ССР. Гродно получил статус районного центра во вновь образованной Белостокской области. Во время Второй мировой войны (1939-45) на территории области действовали советские и польские партизаны.
Из частей Белостокской (Волковысский, Гродненский, Крынковский—Берестовицкий, Свислочский, Скидельский, Сопоцкинский районы), Брестской (Порозовский район) и Барановичской областей (Василишковский, Вороновский, Желудокский, Зельвенский, Лидский, Мостовский, Радунский, Щучинский районы) 20 сентября 1944 года Указом Президиума Верховного Совета СССР была образована Гродненская область с центром в городе Гродно. В составе области находилось 15 районов и 2 города областного подчинения (Гродно и Лида). В результате обмена населением в Польшу уехали в 1945 году 67 118 человек.
16 августа 1945 года Польше была передана часть территории Гродненской области (Гуранский и Крушенянский сельсоветы Берестовицкого района, Липский сельсовет Сопоцкинского района). В 1946 году, согласно договорам Ялтинской конференции 1945 г., граница Беларуси и Польши устанавливалась по так называемой линии Керзона. В результате западные приграничные участки Гродненской области были переданы Польской народной республике. В 1950 году была проведена демаркация белорусско-польского участка польско-советской границы, в результате которой несколько населённых пунктов Гродненского района были переданы Польше.
В 1954—1960 годах после укрупнения областей Белорусской ССР к Гродненской области присоединили участки расформированных Молодечненской и Барановичской областей, и она в основном приобрела современные очертания. Так, 8 января 1954 года от упразднённой Барановичской области были переданы Дятловский, Козловщинский, Кореличский, Любченский, Мирский, Новогрудский и Слонимский районы. В тот же день Гродненской области были переданы Ивьевский район Молодечненской области и Ружанский район Брестской области, но последний 19 июня 1954 года был возвращён Брестской области. 20 января 1960 года от упразднённой Молодечненской области были переданы Островецкий, Ошмянский, Сморгонский и Юратишковский районы. Границы области незначительно изменились в начале 1960-х годов: в 1962 году в область было передано два сельсовета упразднённого Ружанского района Брестской области, в 1965 году часть одного сельсовета была передана из состава Ивьевского района Гродненской области в Воложинский район Минской области.
С 1956 года началось укрупнение районов Гродненской области: были упразднены Любченский, Мирский (оба — в 1956 году), Сопоцкинский (1959), Василишковский, Козловщинский, Порозовский, Юратишковский (все — в 1960 году), Берестовицкий, Дятловский, Желудокский, Зельвенский, Кореличский, Мостовский, Островецкий, Радунский, Скидельский, Щучинский районы (все — в 1962 году). 6 января 1965 года было восстановлено 4 района — Дятловский, Кореличский, Мостовский и Островецкий, а 30 июля 1966 года — Берестовицкий и Зельвенский районы. 7 марта 1963 года Волковыск, Новогрудок и Слоним были отнесены к категории городов областного подчинения.
В 2004 году учреждена Книга славы Гродненской области. 15 апреля 2023 года утверждён порядок внесения сведений о гражданах в Книгу славы Гродненской области.
20 апреля 2023 года учреждено почётное звание «Человек года Гродненщины».
Решением Гродненского областного исполнительного комитета от 30 июня 2023 года № 332 основан областной литературный конкурс имя М. Богдановича.
Гродненская область (среди областей и г. Минска) признана победителем соревнования и занесена на Республиканскую доску почёта за достижение в 2024 году высоких результатов в сфере социально-экономического развития (вместе с Минской областью, Могилёвской областью и г. Минском).

## Административное деление

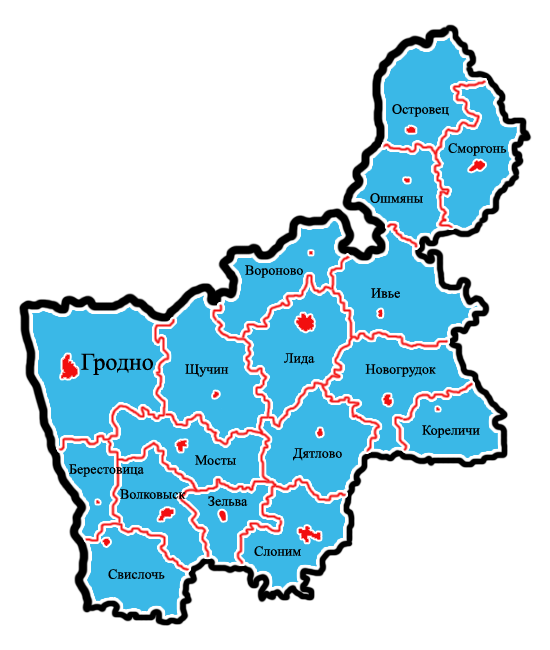
Карта районов Гродненской области с их административными центрами

Гродненская область включает 17 районов:
- Берестовицкий район
- Волковысский район
- Вороновский район
- Гродненский район
- Дятловский район
- Зельвенский район
- Ивьевский район
- Кореличский район
- Лидский район
- Мостовский район
- Новогрудский район
- Ошмянский район
- Островецкий район
- Свислочский район
- Слонимский район
- Сморгонский район
- Щучинский район

## Органы власти
Исполнительная власть представлена Гродненским областным исполнительным комитетом, председатель исполнительного комитета является высшим должностным лицом и главой исполнительной власти на территории области, назначается на эту должность Президентом. Законодательная власть представлена Гродненским областным Советом депутатов, состоящим из 60 депутатов, избираемых жителями области на 4 года.

## Население

### Численность
Численность населения — 984 880 человек (на 1 января 2025 года), в том числе городское — 767 381 человек, сельское — 217 499 человек.
Численность населения — 992 556 человек (на 1 января 2024 года), из них городское — 768 898 человек, сельское — 223 658 человек.
Численность населения области составляет 998 600 человек (6-е место), в том числе городское — 768 933 человек, сельское — 229 667 жителей (на 1 января 2023 года).
По состоянию на 1 января 2022 года численность населения области составляла 1 006 614 человек (6-е место), в том числе городское — 769 845 человек (76,48 %), сельское — 236 769 жителей (23,52 %).
По предварительным данным переписи населения на 14 октября 2009 года численность населения Гродненской области составляет 1 072 000 человек, из них: 740 тыс. (69,03 %) — в городах, 332 тыс. (30,97 %) — сельское население.
По более ранним данным число мужчин на Гродненщине составляет 552,8 тыс. (47,1 %), число женщин — 621,1 тыс. (52,9 %). Численность населения в возрасте до 19 лет составляет 312 тыс. человек, 20-59 лет — 622,5 тыс., 60 лет и старше — 239,4 тыс.

### Национальный состав
По данным переписи 2019 года, белорусы составляли 68,29 % населения Гродненской области, поляки — 21,73 %, русские — 6,38 %, украинцы — 1,05 %.
| Народ         | Перепись 1959 | Перепись 1970 | Перепись 1979 | Перепись 1989 | Перепись 1999 | Перепись 2009 | Перепись 2019 |
| ------------- | ------------- | ------------- | ------------- | ------------- | ------------- | ------------- | ------------- |
| Белорусы      | 646 718       | 729 381       | 698 420       | 702 208       | 738 216       | 715 249       | 701 190       |
| Поляки        | 332 430       | 276 507       | 299 250       | 300 836       | 294 090       | 230 810       | 223 119       |
| Русские       | 72 250        | 86 145        | 99 597        | 124 250       | 119 200       | 87 451        | 65 550        |
| Украинцы      | 12 004        | 16 230        | 18 677        | 23 401        | 21 166        | 14 983        | 10 676        |
| Литовцы       | …             | 4 224         | 3 427         | 3 087         | 2 964         | 2 153         | 2 174         |
| Татары        | 2 075         | 2 086         | 2 177         | 2 462         | 2 161         | 1 710         | 1 385         |
| Армяне        | …             | 193           | 191           | 461           | 1 049         | 905           | 1 088         |
| Евреи         | 3 744         | 3 199         | 2 653         | 2 208         | 938           | 537           | 905           |
| Азербайджанцы | …             | 142           | 194           | 526           | 581           | 678           | 722           |
| Немцы         | …             | 171           | 276           | 435           | 669           | 329           | 517           |
| Цыгане        | …             | 226           | 330           | 376           | 452           | 372           | 512           |
| Молдаване     | …             | 151           | 274           | 471           | 415           | 319           | 245           |
| Грузины       | …             | 169           | 167           | 224           | 285           | 264           | 220           |
| Всего         | 1 076 789     | 1 120 395     | 1 127 465     | 1 163 608     | 1 185 178     | 1 072 381     | 1 026 816     |

Расселение этнических групп в Гродненской области по переписи 2009 года:

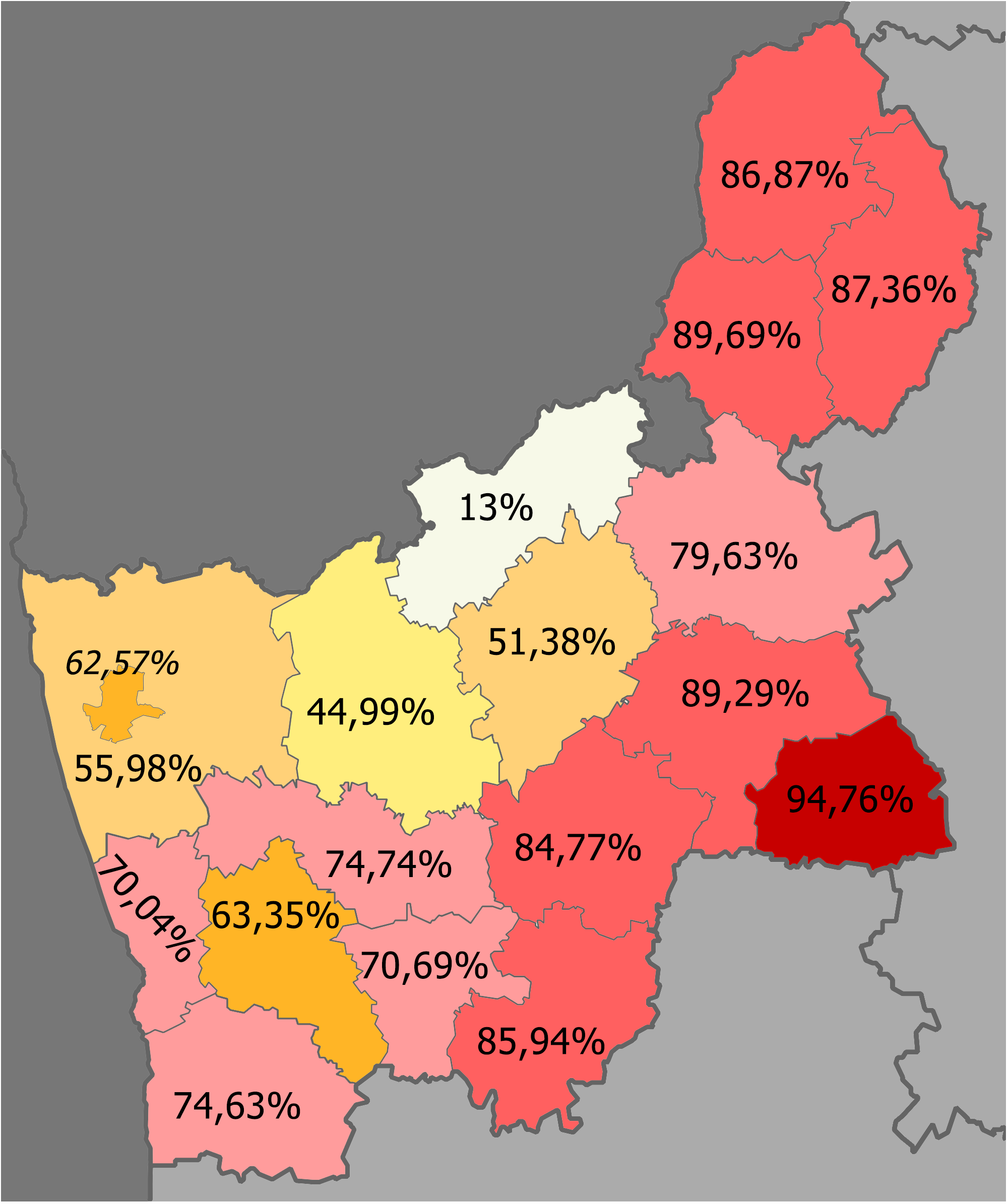
Доля белорусов по районам >90% 80–90% 70–80% 60–70% 50–60% 40–50% <40%
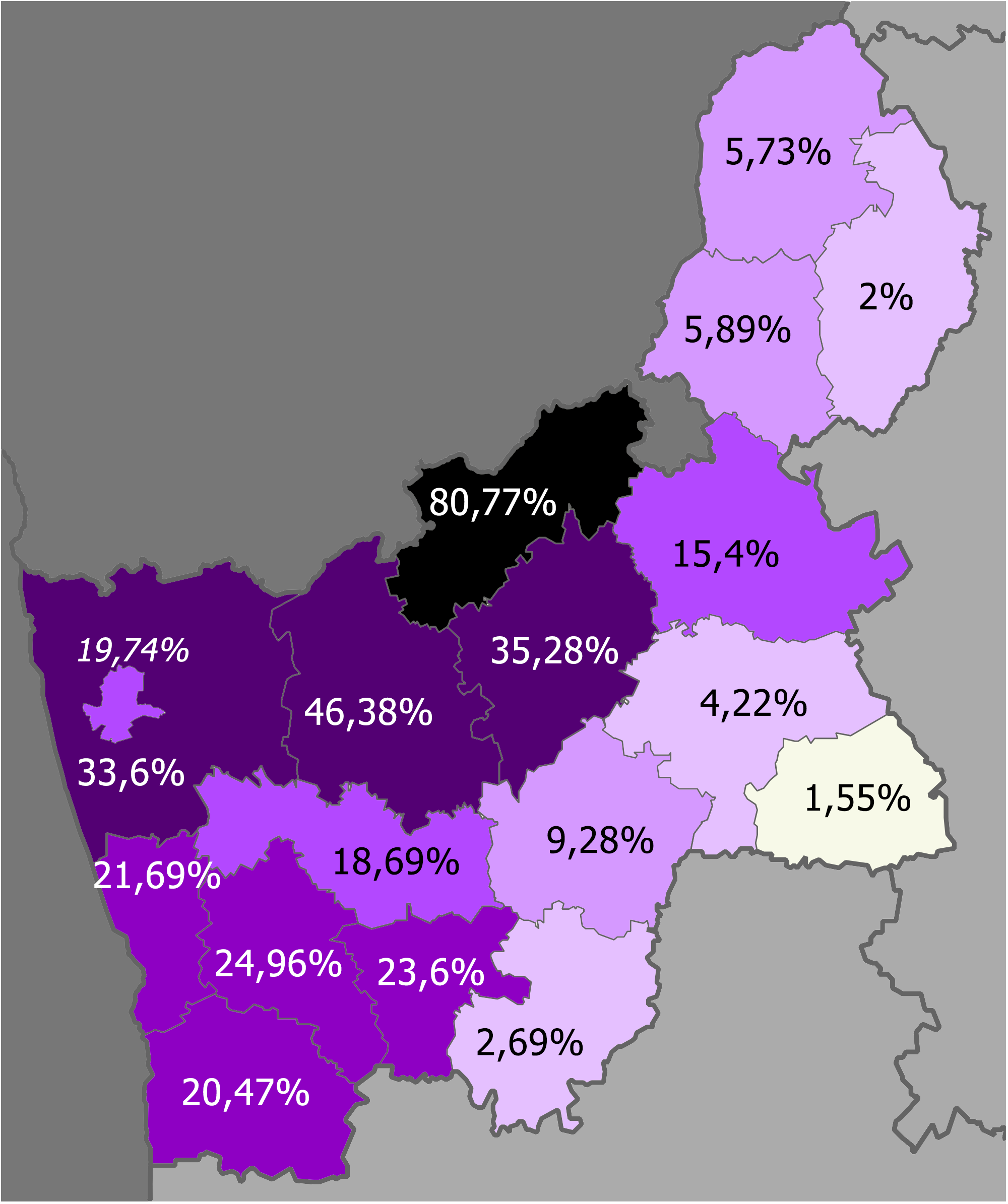
Доля поляков по районам >50% 30–50% 20–30% 10–20% 5–10% 2–5% <2%
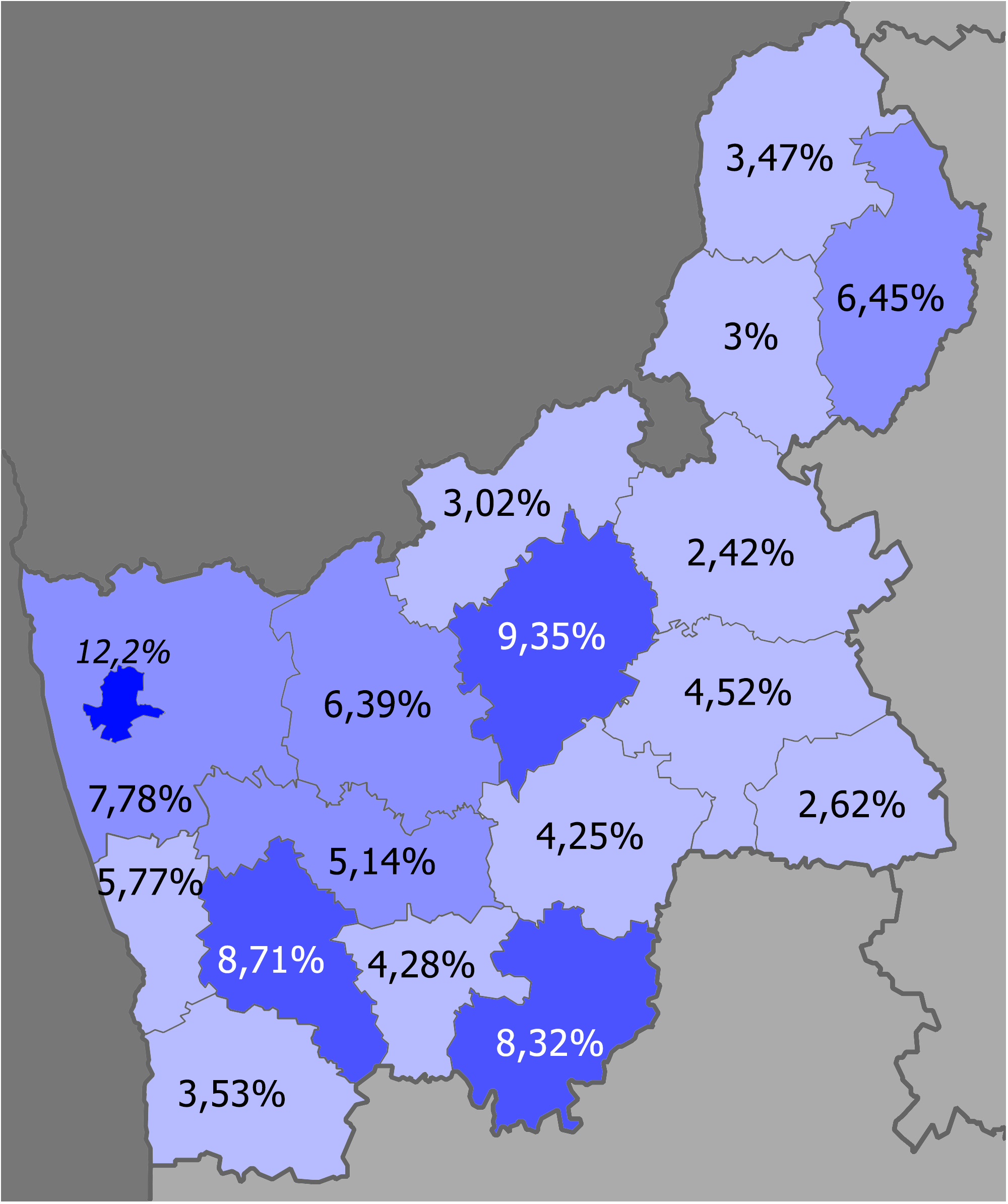
Доля русских по районам >10% 8–10% 5–8% <5%

В Гродненской области функционируют 20 национально-культурных объединений, 8 национальных общностей: 5 польских объединений (Союз поляков Беларуси, Товарищество польской культуры на Лидчине, Польский народный ансамбль песни и танца «Лехити», объединение белорусских поляков Гродненщины, Матерь школьная), 6 литовских (Гродненское объединение «Тевине», Лидское «Рута», Радунское «Гинтарас», Пелясское «Гимтине», «Гервятское объединение литовцев», Международный клуб «Гервечяй»), 4 еврейских (Гродненский благотворительный фонд «Нахум», Гродненское объединение еврейской культуры им. Найдуса, Гродненское мемориальное объединение «Еруша», Гродненский еврейский общинный дом «Менора»), Украинское объединение «Барвинок», «Русское общество», объединение татар города Гродно, Гродненское общественное объединение грузин, чувашей.

### Языковой состав

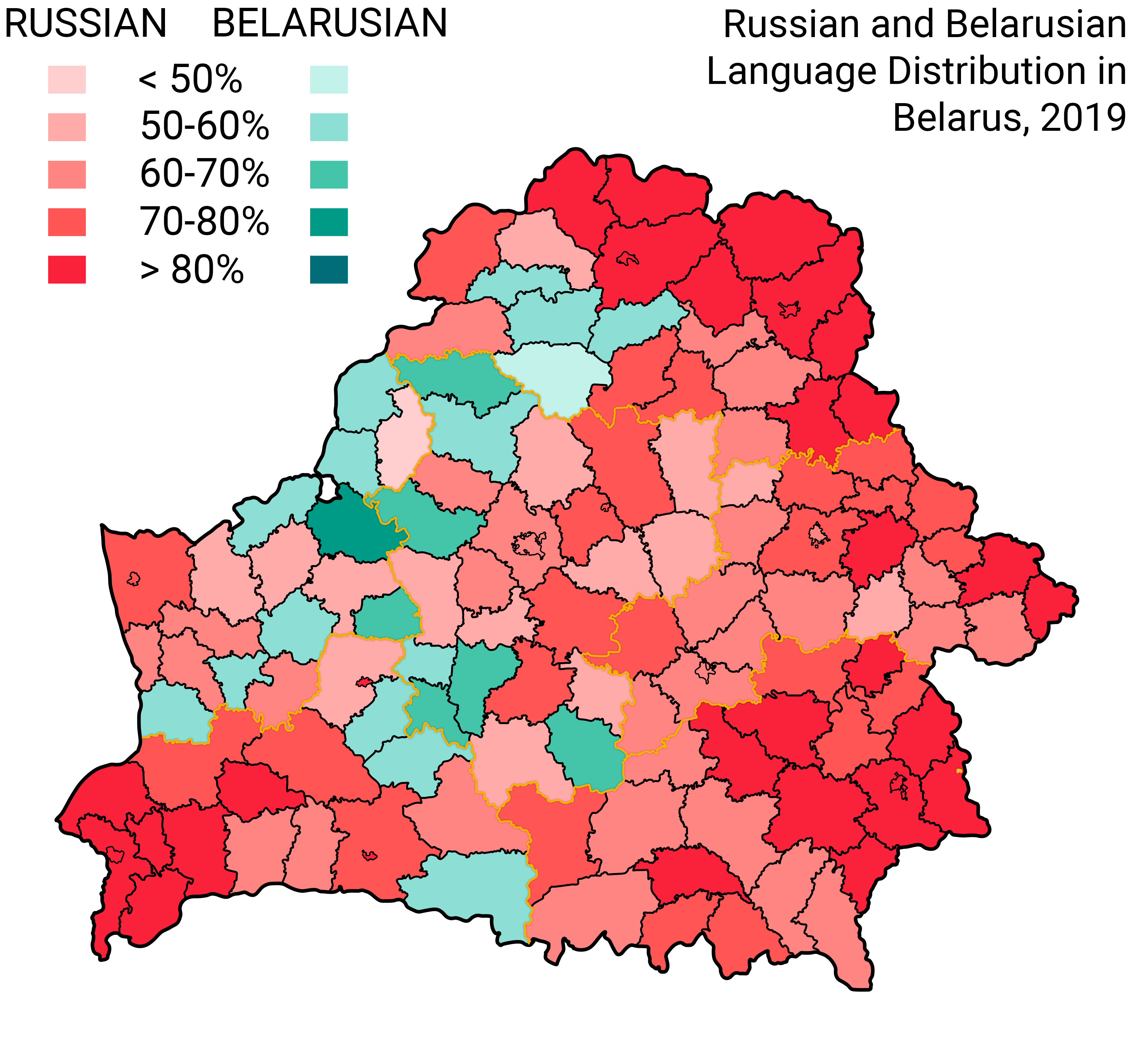
Языки домашнего общения в Беларуси по данным переписи 2019 года. Из 17 районов Гродненской области преимущественно белорусскоязычными являлись 8, тогда как преимущественно русскоязычными — 9. Русский язык также преобладал в городе Гродно.

Родной язык населения Гродненской области по данным переписей населения:
| Родной язык | 1999    | 1999    | 2009     | 2009     | 2019     | 2019     |
| Родной язык | человек | доля    | человек  | доля     | человек  | доля     |
| ----------- | ------- | ------- | -------- | -------- | -------- | -------- |
| Белорусский | 860 624 | 72,62 % | 634 735▼ | 59,19 %▼ | 559 931▼ | 54,53 %▼ |
| Русский     | 255 313 | 21,54 % | 386 941▲ | 36,08 %▲ | 427 764▲ | 41,66 %▲ |

Польский язык является третьим по распространённости родным языком в регионе: по данным переписи 1999 года его таковым назвали 55 129 поляков или 4,65 % тогдашнего населения области. По данным переписи 2009 года его родным назвали 12 425 человек или 1,16 % населения Гродненской области, по данным переписи 2019 года — 15 237 человек или 1,48 % населения Гродненской области. Украинский язык является четвёртым по распространённости родным языком в регионе: по данным переписи 1999 года его таковым назвали 7 223 украинца или 0,61 % тогдашнего населения области. По данным переписи 2009 года его родным назвали 3 743 человека или 0,35 % населения Гродненской области, по данным переписи 2019 года — 3 375 человек или 0,33 % населения Гродненской области.
Между переписями 2009 и 2019 года доля сельского населения Гродненской области, считающего белорусский язык родным, сократилась на 9,0 % (с 84,2 % до 75,2 %), считающих таковым русский — возросла на 9,7 % (с 11,6 % до 21,3 %). Доля городского населения Гродненской области, считающего белорусский язык родным, сократилась на 0,2 % (с 47,9 % до 47,7 %), считающих таковым русский — возросла на 1,3 % (с 47,1 % до 48,4 %).
Язык домашнего общения населения Гродненской области по данным переписей населения:
| Язык домашнего общения | 1999    | 1999    | 2009     | 2009     | 2019     | 2019     |
| Язык домашнего общения | человек | доля    | человек  | доля     | человек  | доля     |
| ---------------------- | ------- | ------- | -------- | -------- | -------- | -------- |
| Белорусский            | 635 673 | 53,64 % | 375 919▼ | 35,05 %▼ | 389 116▲ | 37,90 %▲ |
| Русский                | 529 414 | 44,67 % | 606 065▲ | 56,52 %▲ | 616 705▲ | 60,06 %▲ |

Польский язык является третьим по распространённости языком домашнего общения в регионе: по данным переписи 2019 года его таковым назвали 2 831 человек или 0,28 % населения Гродненской области.
Между переписями 2009 и 2019 года доля сельского населения Гродненской области, указавшего белорусский языком домашнего общения, сократилась на 7,8 % (с 71,4 % до 63,6 %), указавших таковым русский — возросла на 17,0 % (с 17,7 % до 34,7 %). Доля городского населения Гродненской области, указавшего белорусский языком домашнего общения, возросла на 10,7 % (с 18,7 % до 29,4 %), указавших таковым русский — сократилась на 5,4 % (с 73,9 % до 68,5 %).
Согласно официальным данным, 65,2 % имеющих право голоса жителей Гродненской области приняли участие в голосовании на референдуме 1995 года, из них 75,4 % поддержали придание русскому языку равного с белорусским статуса государственного языка.
Из-за проведения властями Беларуси политики русификации системы образования, в Гродненской области, как и в стране в целом, наблюдается сокращение доли учеников, получающих общее среднее образование на белорусском языке. Динамика соотношения языков преподавания в дневных учреждениях общего среднего образования в Гродненской области по данным Национального статистического комитета Республики Беларусь:
| Язык преподавания      | Учебный год | Учебный год | Учебный год | Учебный год | Учебный год | Учебный год | Учебный год | Учебный год | Учебный год |
| Язык преподавания      | 2010/11     | 2011/12     | 2012/13     | 2017/18     | 2018/19     | 2020/21     | 2021/22     | 2022/23     | 2023/24     |
| ---------------------- | ----------- | ----------- | ----------- | ----------- | ----------- | ----------- | ----------- | ----------- | ----------- |
| Белорусский            | 21,8 %      | 20,8 %      | 19,6 %      | 13,4 %      | 12,5 %      | 10,94 %     | 10,07 %     | 9,51 %      | 9,01 %      |
| Русский                | 77,7 %      | 78,5 %      | 79,7 %      | 85,7 %      | 86,6 %      | 88,13 %     | 89,03 %     | 90,49 %     | 90,99 %     |
| Литовский или польский | 0,5 %       | 0,7 %       | 0,7 %       | 0,9 %       | 0,9 %       | 0,93 %      | 0,90 %      | —           | —           |

До 2022 года в Гродненской области существовали две школы с преподаванием на литовском языке — одна в Пелесе, сегодня закрытая, и вторая в Рымдюнах, ныне белорусскоязычная. Польские школы в Гродно и Волковыске были русифицированы. 25 июля 2023 года на сайте Президента были опубликованы изменения в Закон «О языках в Республике Беларусь»: в обновлённом законе убирается пункт о праве обучаться в школе на языках национальных меньшинств. Таким образом, в школах области и страны в целом разрешено преподавание только на белорусском и (или) русском.
По данным Национального статистического комитета Республики Беларусь в 2024/25 году из 119 850 учащихся в дневных учреждениях общего среднего образования в Гродненской области 10 341 (8,63 %) обучались на белорусском языке, в то время как 109 509 (91,37 %) — на русском.

### Религия
На территории области действуют 449 общин, 18 конфессий, два православных епархиальных управления, два католических братства и одно православное сестричество, четыре католических и два православных монастыря и 377 культовых зданий (169 костелов, 165 церквей).

## Общая карта
Легенда карты:
- от 100 000 до 500 000 чел.
- от 20 000 до 100 000 чел.
- от 10 000 до 20 000 чел.
- от 5 000 до 10 000 чел.
- от 1 000 до 5 000 чел.

### Населённые пункты
| Гродно     | ▲361,1 | Островец  | ▲15,1 |
| Лида       | ▲103,9 | Мосты     | ▼14,4 |
| Слоним     | ▼48,9  | Скидель   | ▼9,7  |
| Волковыск  | ▼41,5  | Берёзовка | ▼9,5  |
| Сморгонь   | ▼35,4  | Дятлово   | ▼7,8  |
| Новогрудок | ▼27,9  | Ивье      | ▼7,1  |
| Ошмяны     | ▼16,8  | Зельва    | ▼6,3  |
| Щучин      | ▼15,4  | Свислочь  | ▼6,0  |

## Экономика

### Заработная плата. Безработица

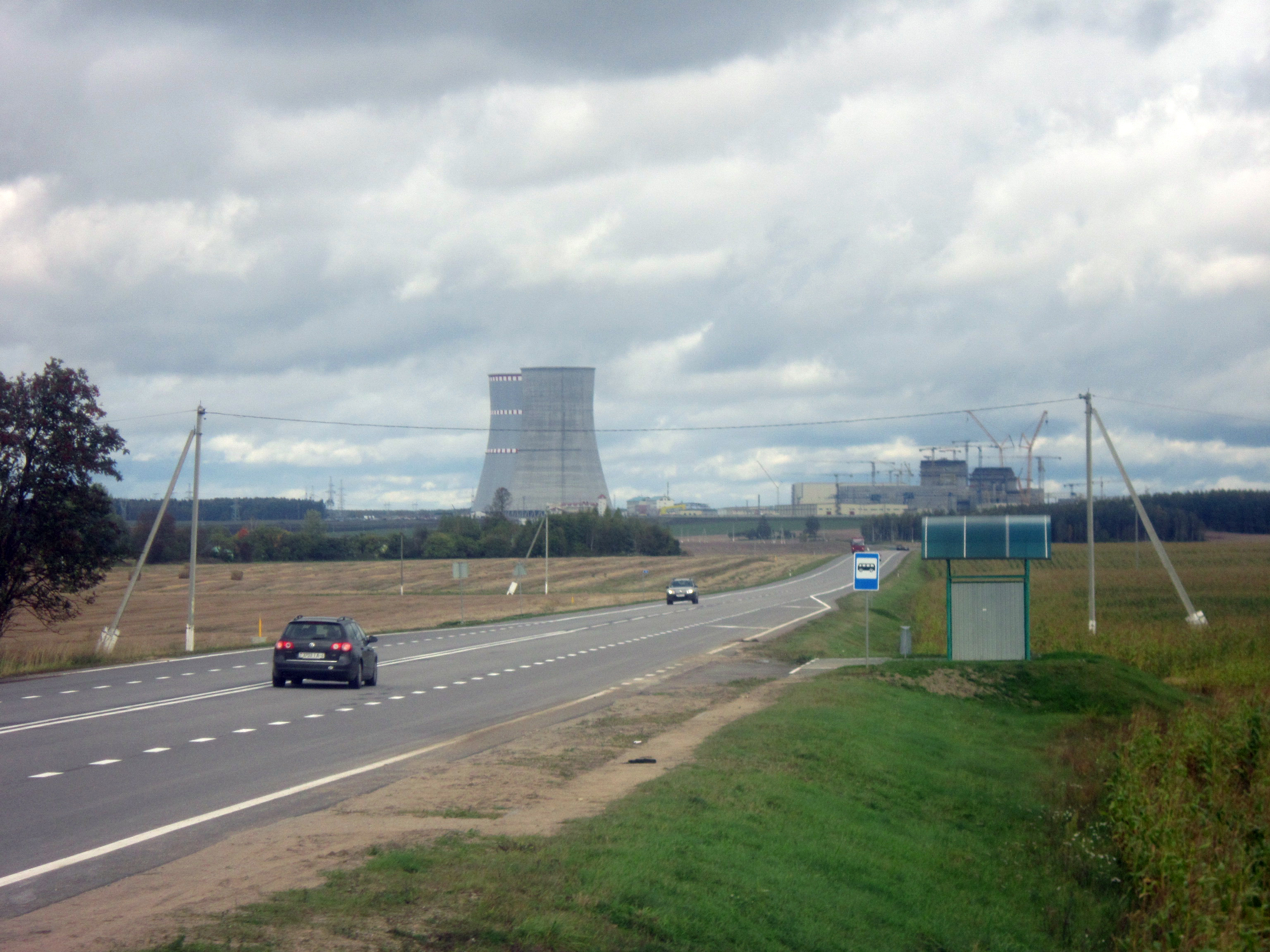
Строительство Белорусской АЭС (октябрь 2017 года).

Среднемесячная номинальная начисленная заработная плата (до вычета подоходного налога и некоторых отчислений) в 2017 году в области составила 703,2 руб. (около 350 долларов), что меньше среднего показателя по Республике Беларусь (822,8 руб.). По средней зарплате область уступает Минску, Минской области и Гомельской области, незначительно опережая Брестскую, Могилёвскую и Витебскую области. Самая высокая зарплата в области зафиксирована в Гродно (808,8 руб.), а также в Гродненском (772,1 руб.), Островецком (771,3 руб.) и Сморгонском (703 руб.) районах. Самые бедные районы — Свислочский (558,6 руб., 118-е место из 129 районов и городов областного подчинения страны), Ивьевский (563,2 руб., 116-е место), Вороновский (576,4 руб., 105-е место) и Зельвенский (583,4 руб., 100-е место).
Уровень безработицы в Гродненской области, по данным выборочного обследования Национального статистического комитета Республики Беларусь, составил 4,4 % в 2017 году. В органах по труду, занятости и социальной защите зарегистрировано в качестве безработных 0,8 % населения в трудоспособном возрасте.

### Энергетика
Крупнейшие электростанции в области — Гродненская ТЭЦ-2 (302 МВт) и Лидская ТЭЦ (43 МВт). В 2012 году была построена Гродненская ГЭС (17 МВт), которая была крупнейшей гидроэлектростанцией в стране до ввода в эксплуатацию Витебской и Полоцкой ГЭС. На юго-востоке области действует Новогрудский ветропарк, который по состоянию на 2017 год является крупнейшим в стране и обеспечивает четверть потребности Новогрудского района в электроэнергии. На северо-востоке области, в Островецком районе, строится Белорусская АЭС.

### Промышленность

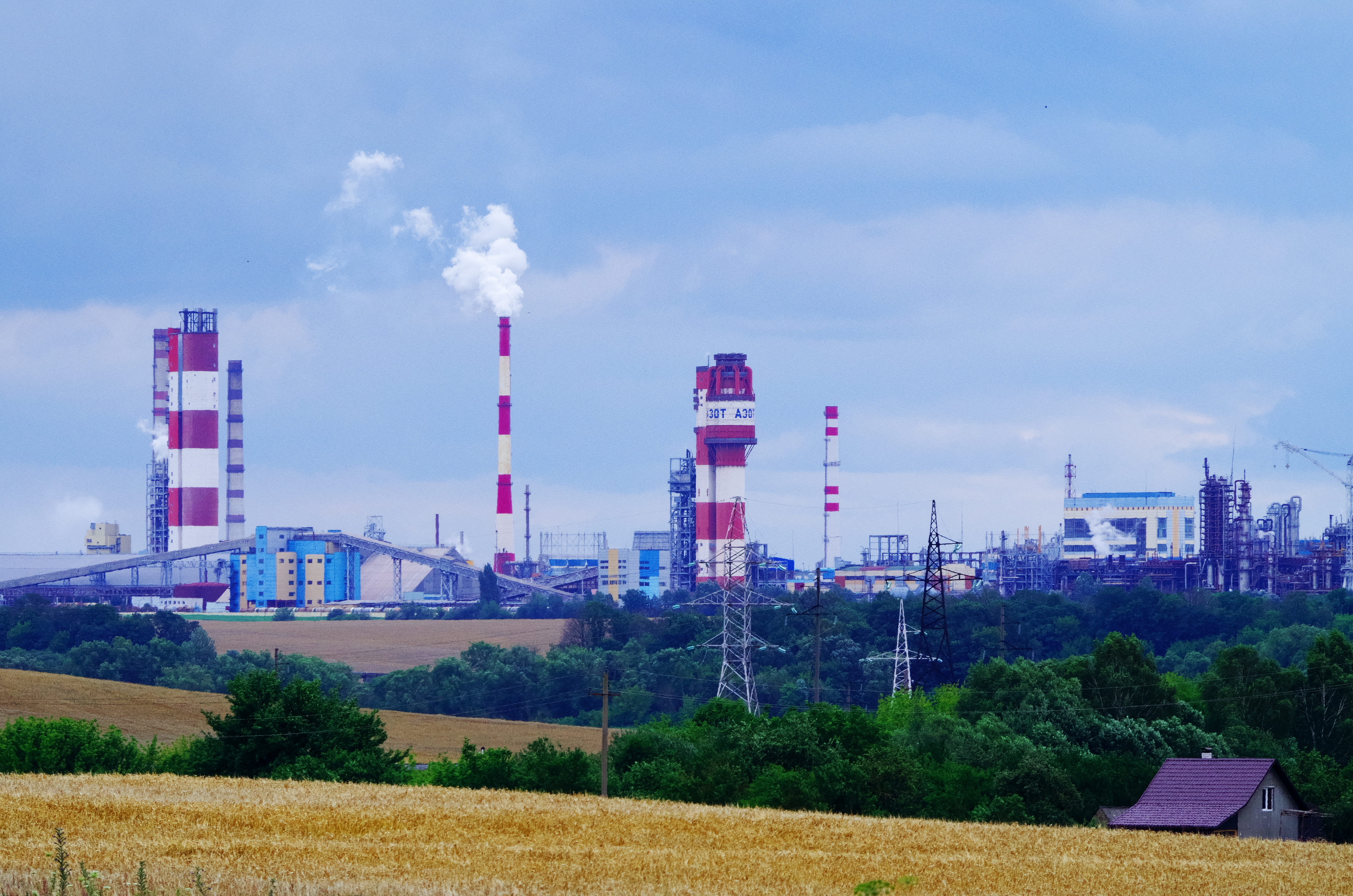
ОАО «Гродно Азот» — крупнейшее предприятие области.

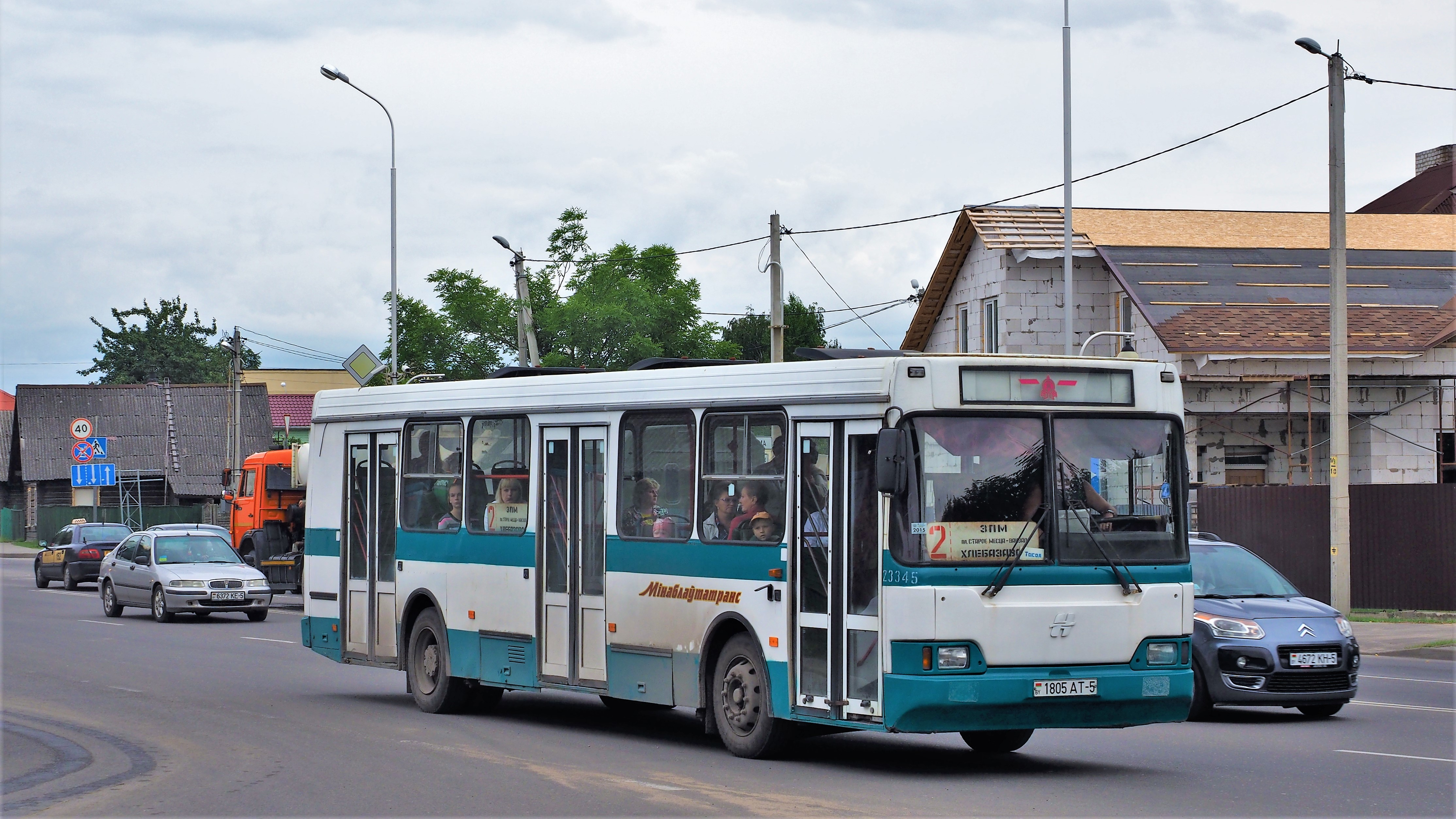
Автобус Неман-5201.

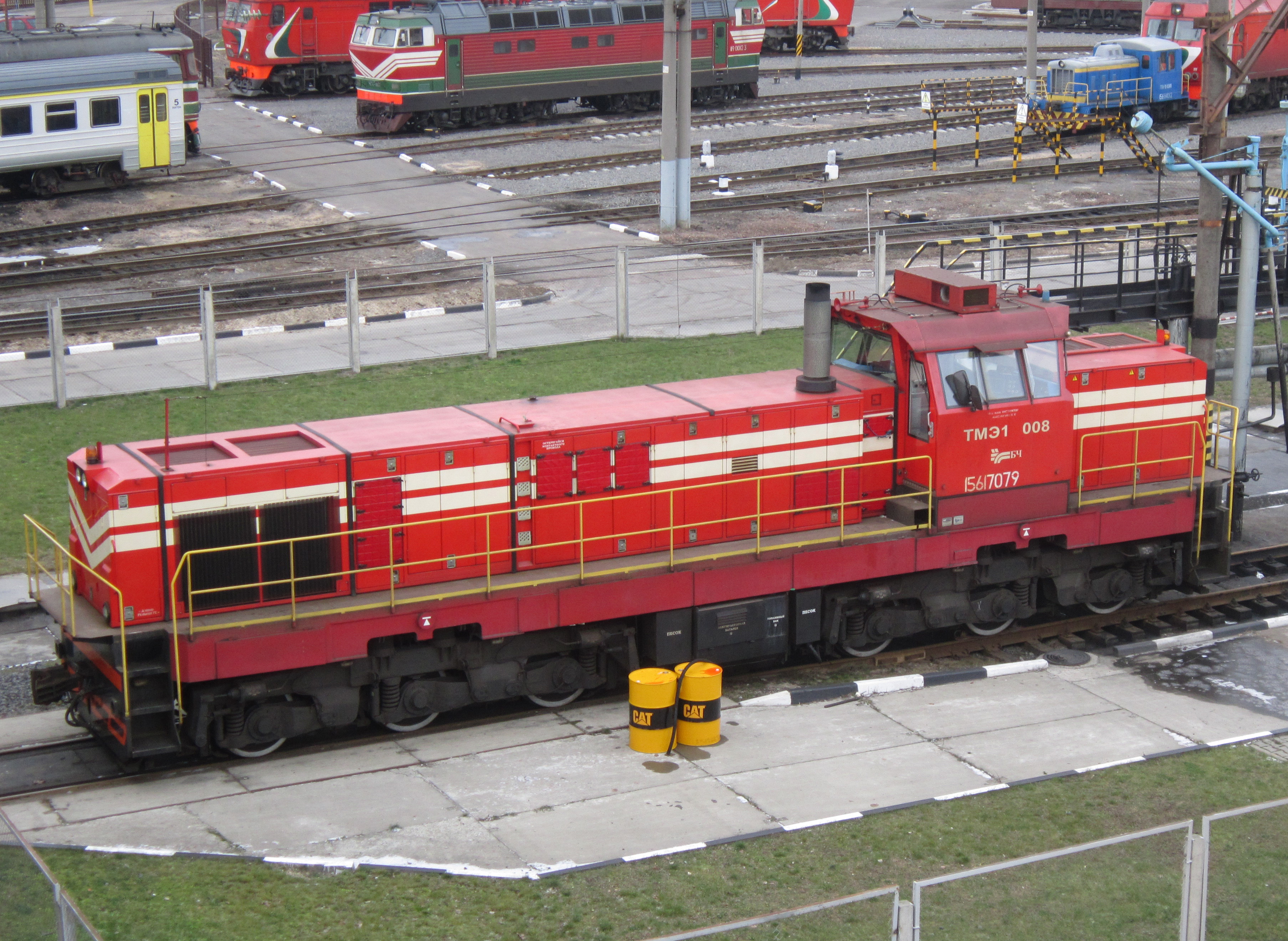
Тепловоз ТМЭ1.

В 2010 г. предприятиями области произведено промышленной продукции в фактических отпускных ценах (с учётом давальческого сырья) на сумму 15,649 трлн рублей (2009—11,603).
В 2016 году объём промышленного производства предприятиями области составил 8,9 млрд руб., или 10,9 % от общереспубликанского объёма (в 2011 году доля Гродненской области составляла 8,7 %). В промышленности занято 96,8 тыс. человек — наименьший показатель среди прочих областей.
Крупнейшее предприятие области — производитель азотных удобрений ОАО «Гродно Азот» (более 18 % областного объёма промышленного производства) с крупным филиалом — гродненским ПО «Химволокно» (производитель полиамидных и полиэфирных нитей и волокон). Химическая отрасль представлена также ОАО «Лакокраска» (Лида) и фармацевтическими предприятиями.
Машиностроение представлено предприятиями различного профиля в Лиде, Гродно, Сморгони, Новогрудке, Волковыске. В 1980-е годы в Сморгони началось строительство крупного филиала Минского тракторного завода. В 1990-е годы в Лиде на бывшем военном заводе началась сборка автобусов под маркой «Нёман». В локомотивном депо Лида налажен выпуск ТМЭ1 — глубокой модернизации маневровых тепловозов ЧМЭ3. В Лиде производится светотехника (ОАО «Лидский завод электроизделий»). В Лиде действуют два производителя сельскохозяйственной техники — ОАО «Лидсельмаш» и ОАО «Лидагропроммаш». В Волковыске производится литейное оборудование (ОАО «Волковысский машиностроительный завод», ранее — Волковысский завод литейного оборудования).
В области действует несколько деревообрабатывающих предприятий, крупнейшие из которых — «Мостовдрев» (Мосты) и «Альбертин» (Слоним). В 2010-е годы в Сморгони был построен новый крупный завод ИООО «Кроноспан» по производству ДСтП, ДВП/МДФ и других изделий из дерева. В 2017 году предприятия области произвели 258 тыс. м3 пиломатериалов, 43 тыс. м3 фанеры клееной, 1245,7 тыс. усл. м3 ДСтП (первое место в стране — 47 % от общего республиканского производства), 83 тыс. усл. м² ДВП (первое место — 49,1 %), 167 тыс. м² окон и дверей деревянных, 95 тыс. т бумаги и картона (первое место — 32 %), 753 тыс. школьных тетрадей, 110 тыс. общих тетрадей.
Производство строительных материалов представлено ОАО «Красносельскстройматериалы» (Волковысский район), производящим цемент (1582 тысяч тонн в 2016 году), известь и изделия из них (шифер и др.), стеклозаводами «Нёман» (Лидский район; различные изделия из стекла) и Гродненским (узкогорловая тара из зелёного и бесцветного стекла), несколькими предприятиями в Гродно, Сморгони.
Крупнейшие предприятия лёгкой промышленности расположены в Гродно (СООО «Конте Спа», ОАО «Гродненская обувная фабрика „Нёман“», РУП «ГПКО»), Слониме (ОАО «Слонимская КПФ»), Лиде (ОАО «Лидская обувная фабрика»). На предприятиях Гродненской области производится 75 % чулочно-носочных изделий в стране, 16 % кожи дублёной и выделанной.
В области развита пищевая промышленность — мясокомбинаты (Гродненский, Волковысский, Слонимский, Ошмянский, Лидский), предприятия по выпуску молочных изделий, консервные предприятия. ОАО «Беллакт» в Волковыске специализируется на выпуске детского питания, комбинат «Лидапищеконцентраты» — на производстве пищевых концентратов, сухих завтраков, приправ. В Скиделе действует один из четырёх сахарных заводов в стране. В Лиде расположен пивзавод ОАО «Лидское пиво» (производство — около 10 млн дал в год, или 23 % от общего производства пива в стране), в Гродно действуют крупнейшая табачная фабрика в стране и ликёро-водочный завод. По производству сухого молока и крахмала область занимает первое место в стране, колбасных изделий, полуфабрикатов мясных, сыра, муки и смесей, пива — второе, мяса и субпродуктов — третье.

### Сельское хозяйство
В 1970 в области имелось 400 колхозов.
Растениеводство
По состоянию на 2016 года общая посевная площадь сельскохозяйственных культур в области — 809 тыс. га (шестое место в Республике Беларусь), в том числе 351 тыс. га занято под посевы зерновых и зернобобовых культур, 48 тыс. га под рапс, 33 тыс. га под сахарную свёклу, 45 тыс. га под картофель и 314 тыс. га под кормовые культуры. Валовой сбор зерновых и зернобобовых культур в области составил 1240 тыс. т (третье место в республике) при средней урожайности 35,4 ц/га (первое место), сахарной свёклы — 1679 тыс. т (первое место) при средней урожайности 509 ц/га, льноволокна — 4,3 тыс. т (пятое место), картофеля — 1006 тыс. т (третье место) при урожайности 223 ц/га (первое место), овощей — 251 тыс. т (четвёртое место), плодов и ягод — 140 тыс. т (второе место).
| Валовой сбор сельскохозяйственных культур по всем категориям хозяйств:                                                         | Валовой сбор сельскохозяйственных культур по всем категориям хозяйств:                                                         |
| --- | --- |
| Зерновые и зернобобовые, млн т:                                                                                                | Сахарная свекла, млн т: |
| График не отображается по техническим причинам. Чтобы исправить это, воспроизведите график в новом формате, если это возможно. | График не отображается по техническим причинам. Чтобы исправить это, воспроизведите график в новом формате, если это возможно. |
| Картофель, млн т: | Овощи, млн т: |
| График не отображается по техническим причинам. Чтобы исправить это, воспроизведите график в новом формате, если это возможно. | График не отображается по техническим причинам. Чтобы исправить это, воспроизведите график в новом формате, если это возможно. |

Животноводство
По поголовью крупного рогатого скота область находится на третьем месте в Республике Беларусь (696 тыс. голов, в том числе 234 тыс. коров), по поголовью свиней — на первом (711 тыс.), по поголовью птицы — на шестом (5,8 миллиона). Больше всего крупного рогатого скота было в хозяйствах Гродненского (78,8 тыс. голов) и Щучинского районов (61,3 тыс. голов), меньше всего — в Ошмянском, Ивьевском и Свислочском районах (по 25-26 тыс. голов). В 2016 году хозяйства области реализовали 208 тыс. т скота и птицы (в убойном весе), по этому показателю область находилась на третьем месте в стране. Хозяйства области всех категорий произвели 1206 тыс. т молока (третье место среди областей в стране), 456 миллионов яиц (пятое место), 25 т шерсти (третье место). По среднему удою молока от коровы хозяйства области (5210 кг с коровы в год) — первые в республике.
| Основные показатели животноводства:                                                                                            | Основные показатели животноводства:                                                                                            | Основные показатели животноводства: |
| --- | --- | ----------------------------------- |
| Поголовье КРС, тыс. голов: | Поголовье свиней, тыс. голов:                                                                                                  |                                     |
| График не отображается по техническим причинам. Чтобы исправить это, воспроизведите график в новом формате, если это возможно. | График не отображается по техническим причинам. Чтобы исправить это, воспроизведите график в новом формате, если это возможно. |                                     |
| Поголовье птицы, тыс. голов:                                                                                                   | Производство яиц, млн шт: |                                     |
| График не отображается по техническим причинам. Чтобы исправить это, воспроизведите график в новом формате, если это возможно. | График не отображается по техническим причинам. Чтобы исправить это, воспроизведите график в новом формате, если это возможно. |                                     |
| Реализация скота и птицы (в убойном весе), тыс. т:                                                                             | Производство молока, тыс. т:                                                                                                   |                                     |
| График не отображается по техническим причинам. Чтобы исправить это, воспроизведите график в новом формате, если это возможно. | График не отображается по техническим причинам. Чтобы исправить это, воспроизведите график в новом формате, если это возможно. |                                     |

Финансовые показатели
Выручка от реализации сельскохозяйственной продукции предприятиями области — 1420,1 млрд рублей, чистая прибыль — 45,1 млрд рублей, рентабельность реализованной продукции — 5,8 %, рентабельность продаж — 4,9 %.

### Транспорт

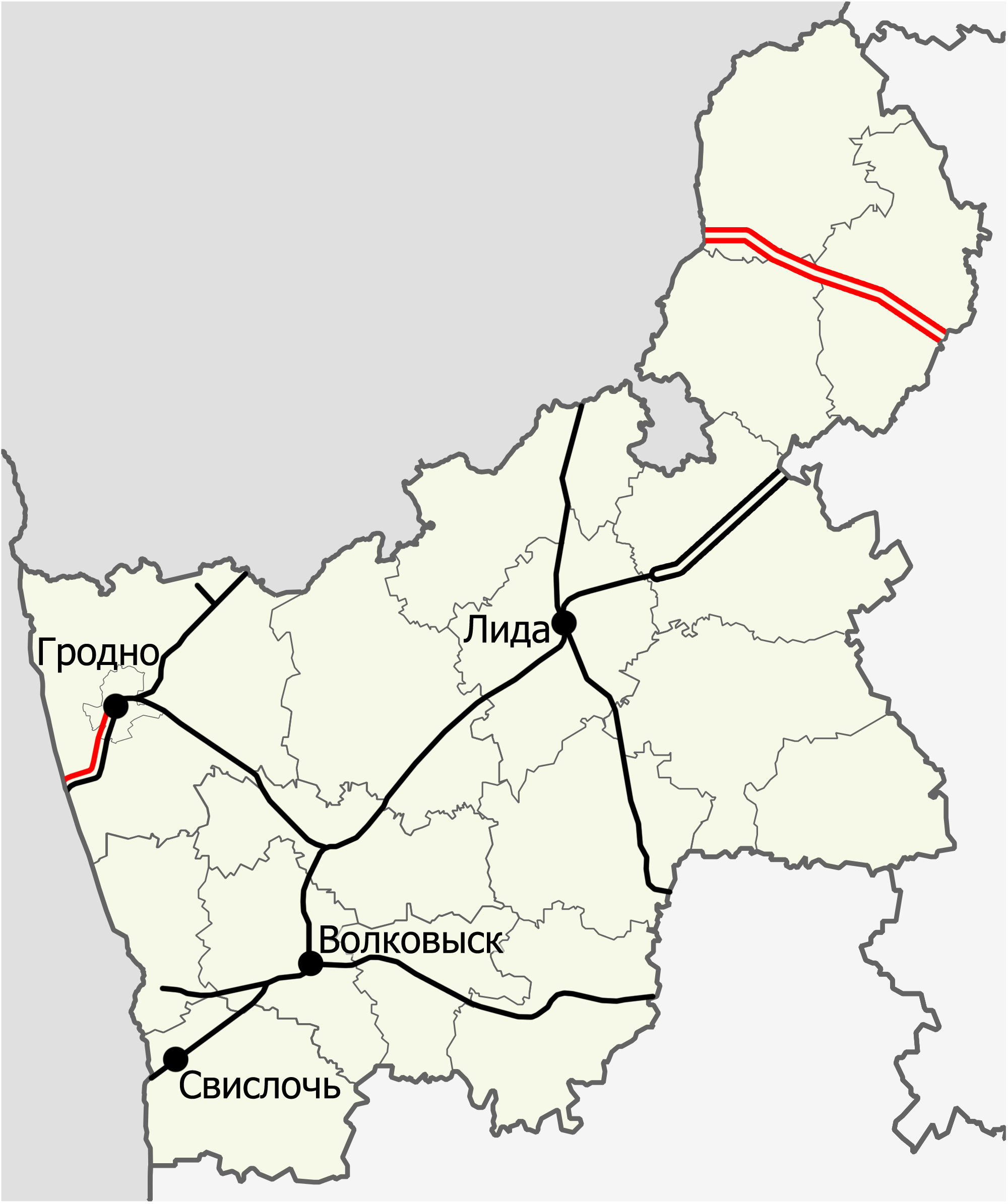
Железные дороги в Гродненской области. Электрифицированные участки выделены красным, подписаны важнейшие станции.

Транспортный комплекс области обладает достаточными возможностями для обеспечения потребностей предприятий и населения в перевозках и услугах.
Через Гродненскую область проходят важные транспортные магистрали. Крупные железнодорожные узлы — Лида, Волковыск, Гродно. Эксплуатационная длина железнодорожных путей составляет 677 км (наименьшая среди всех областей).
Автомагистрали М6 E 28 Минск — Гродно, М7 E 28 Минск — Ошмяны, М12 E 85 Граница Литовской Республики (Бенякони) — Лида — Слоним — Бытень, М1 E 30 Брест (Козловичи) — граница Российской Федерации (Редьки) связаны автобусными сообщениями со всеми районными центрами области. Протяжённость автомобильных дорог общего пользования в области — 14,8 тыс. км, в том числе 8,2 тыс. км дорог с усовершенствованным покрытием (в основном — с цементобетонным или асфальтобетонным).
В 2015 году в личной собственности граждан в области насчитывалось 364,6 тыс. зарегистрированных легковых автомобилей, в пересчёте на 1000 человек приходилось 347 автомобилей — первый показатель в Республике Беларусь (среднее по стране — 307). Количество дорожно-транспортных происшествий в пересчёте на 100 тыс. человек — 39 (среднее — 44 / 100 тысяч человек). В 2015 году в области произошло 408 ДТП, повлёкших гибель или ранение людей, в которых погибло 68 и ранено 433 человек.
Из Гродно имеется возможность осуществлять авиарейсы во многие города республики и зарубежные страны.

## Образование
По состоянию на 2017/2018 учебный год в Гродненской области насчитывается 424 учреждений дошкольного образования (230 в городах и посёлках городского типа, 194 в сельских населённых пунктах) с численностью детей в них 47,4 тыс. (41,2 тыс. в городах и посёлках, 6,2 тыс. в сельских населённых пунктах). Охват детей в возрасте 1-5 лет учреждениями дошкольного образования — 77,1 % (81,9 % в городах и посёлках, 57,9 % в сельских населённых пунктах). В 2012 году 18,5 % детей в дошкольных учреждениях области обучалось на белорусском языке (в том числе 7,6 % в городах и 77,6 % в сельской местности), 81,5 % на русском (92,4 % и 22,4 %), 0 на белорусском и русском языках.
По состоянию на 2017/2018 учебный год количество учреждений общего среднего образования в Гродненской области составляет 364, численность учащихся — 112,2 тыс., учителей — 14,3 тыс. В 2012/2013 учебном году в области насчитывалось 34 гимназии и 3 лицея, в которых обучалось 18,2 и 0,7 тыс. человек соответственно. В 2012/2013 учебном году 19,6 % школьников обучались на белорусском языке, 79,7 % — на русском, 0,7 % — на других языках (польском и литовском).
В 2017/2018 учебном году в Гродненской области действует 23 учреждения профессионально-технического образования, численность учащихся — 7,3 тыс. человек. В 2017 году было зачислено 3,1 тыс. абитуриентов, выпущено 3,5 тыс. специалистов.
Количество учреждений среднего специального образования в Гродненской области — 27 (2017/2018 учебный год), численность учащихся — 12,7 тыс. человек. В 2017 году было зачислено 4,2 абитуриентов, выпущено 4,1 тыс. специалистов.
В Гродненской области действует 3 вуза (университет, медицинский университет и аграрный университет в Гродно), в которых обучается 22,3 тыс. студентов (2017/2018 учебный год). В 2017 году было зачислено 4,6 тыс. абитуриентов, выпущено 6,1 тыс. специалистов. Численность студентов в 2012/2013 учебном году составила 296 в пересчёте на 10 тысяч человек населения. Численность профессорско-преподавательского состава в вузах области — 1798 человек (последний показатель среди областей; 2012/2013 учебный год). В аспирантуре вузов области в 2012/2013 учебном году обучалось 287 человек (всего в Республике Беларусь на тот момент было 5456 аспирантов).

## Культура и достопримечательности

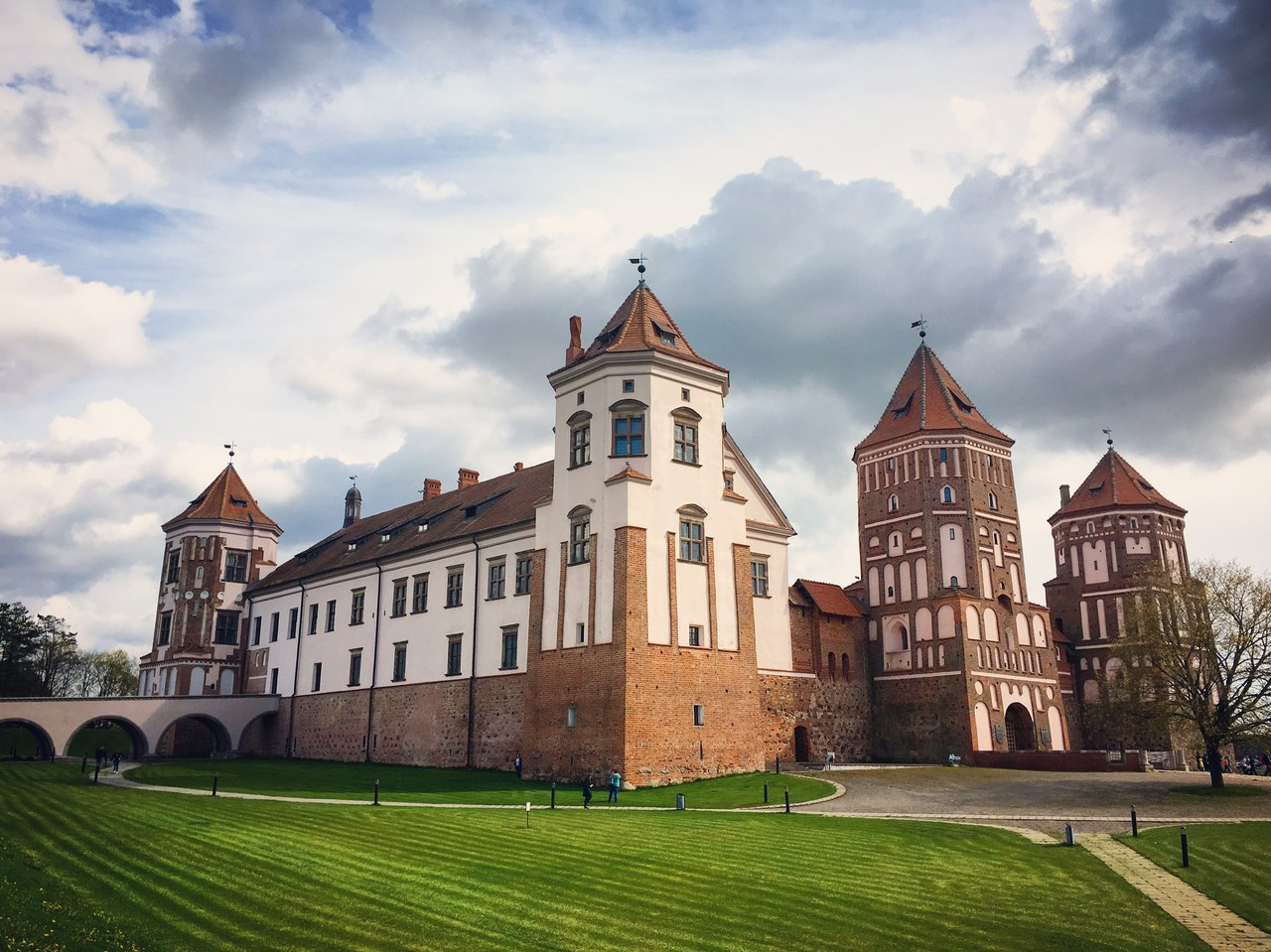
Мирский замок (XVI век)

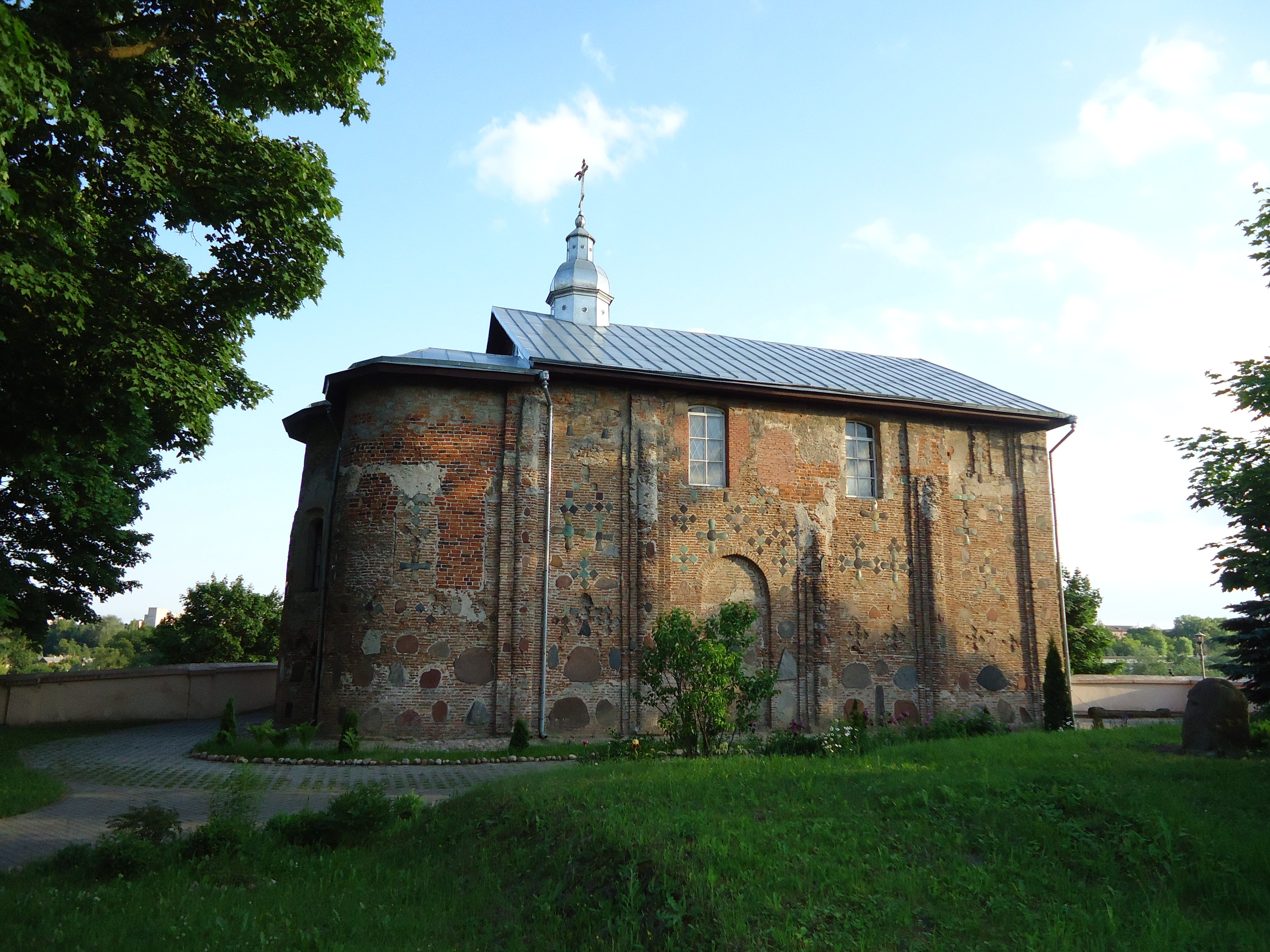
Коложская (Борисоглебская) церковь (XII век)

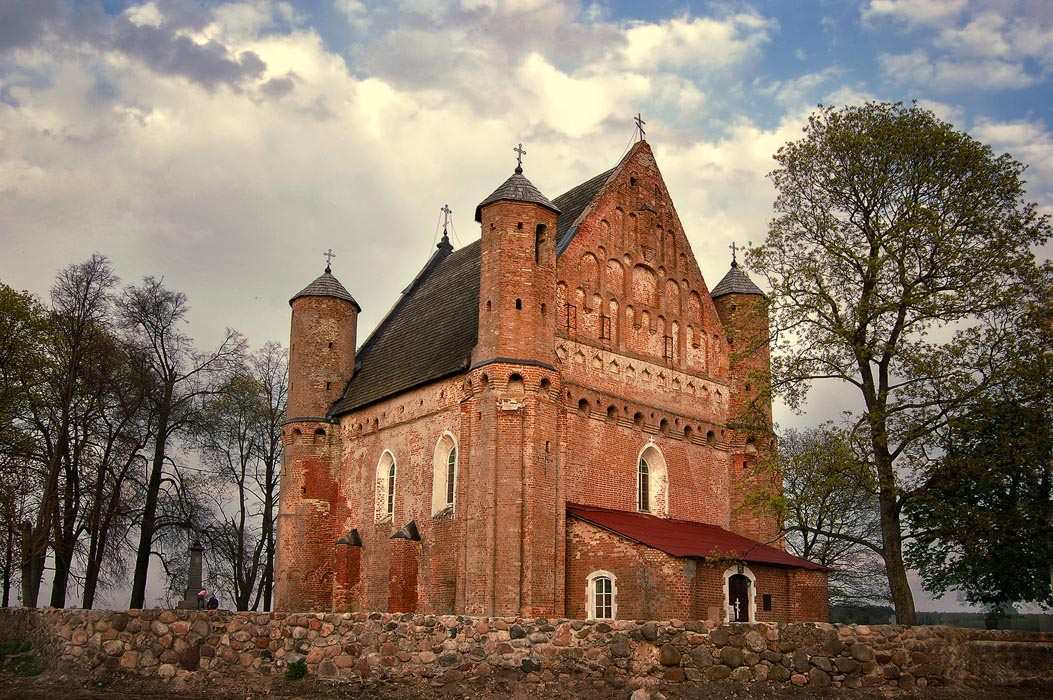
Церковь Святого Михаила в Сынковичах (Зельвенский район), оборонительный храм XV/XVI века

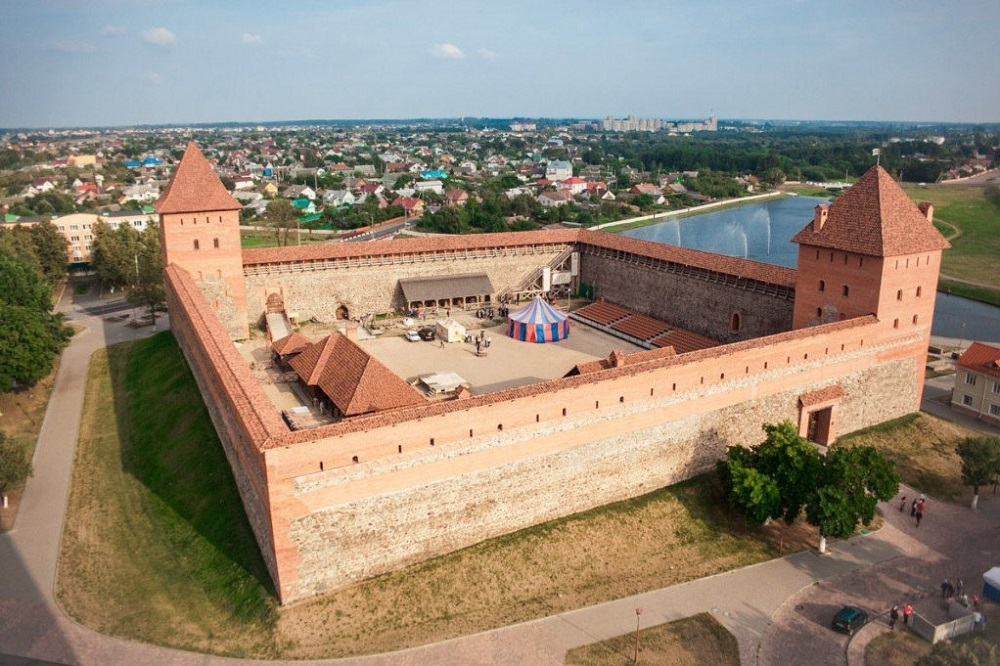
Лидский замок (XIV век)

В Гродненской области, в городском посёлке Мир расположен Мирский замок — объект, включённый в перечень Всемирного наследия ЮНЕСКО. Также расположены Августовский канал — памятник гидротехнического зодчества, Лидский замок, Дворец Друцких-Любецких, Жировичский монастырь и другие объекты историко-культурного наследия.
В области около 20 музеев. Самые посещаемые музеи Гродненской области по состоянию на 2016 год:
1. Замковый комплекс «Мир» — 285 тыс.
2. Гродненский государственный историко-археологический музей — 188,1 тыс.
3. Лидский историко-художественный музей — 88,5 тыс.
4. Гродненский музей истории религии — 50,1 тыс.
5. Музей-усадьба М. К. Огинского (д. Залесье Сморгонского района) — 25,1 тыс.
6. Дом-музей Адама Мицкевича (Новогрудок) — 21,3 тыс.

Крупнейшим собранием располагает Гродненский государственный историко-археологический музей — 193 тыс. музейных предметов основного фонда (третий показатель в стране после Национального исторического музея и Витебского областного краеведческого музея).
Кроме того, в Гродненской области расположено множество других интереснейших сооружений, к которым относятся древнейший укреплённый храм Беларуси — Церковь Святого Михаила (XV—XVI века) в Сынковичах, Борисоглебская (Коложская) церковь (80-е годы XII века), Бернардинский костёл и монастырь, XVI—XVIII вв., церковь Рождества Богородицы в комплексе монастыря базилианок (1720-51) в Гродно, Борисоглебская церковь (1519) и Фарный костёл (осн. 1395, перестроен 1712—1723) в Новогрудке, Маломожейковская церковь (1516—1871) в Мурованке, Крестовоздвиженский костёл (1523) в Быстрице, деревянная Николаевская церковь (1532) в Юратишках, Петропавловский костёл (1674) в Рожанке, францисканский костёл (1618) в Гольшанах, Петропавловский костёл (1600) в Ивье, дом-замок (1613) в Гайтюнишках, костёл Девы Марии (1615) и Успенская церковь (1741) в Большой Берестовице, комплекс униатского костёла (1747) в Борунах, деревянный костёл (1773) в Волпе, Козьмодемьянский костёл (1785—1787) в Островце, Дворец Хрептовичей(1770—1776) и Дмитриевская церковь (1770—1776) в Щорсах, дом-музей Багратиона и костёл Святого Вацлава (1846-48) в Волковыске, костёл Святой Терезы (1826—1829) в Щучине, большое количество исторических зданий XVII—XIX столетий в Слониме, дворцовый комплекс (XVIII век) и костёл Успения Богородицы (1624—1882) в Дятлово, усадьба Огинских (1802—1822) в Залесье, руины замка Ольгерда (XIV век) в Крево, замковый комплекс (XVII—XIX века) в Любче, усадьба Умястовских в Жемыславле, а также десятки других, не менее интересных объектов.
Всего в Гродненской области 691 недвижимых объекта из Государственного списка историко-культурных ценностей Республики Беларусь — 335 памятников архитектуры, 97 памятников истории, 4 памятника искусства, 254 памятника археологии.
В Гродненской области расположено три профессиональных театра — Гродненский областной драматический театр, Гродненский областной театр кукол, Слонимский драматический театр. В 2016 году их посетили 82,4 тыс., 94,6 тыс. и 21,9 тыс. человек соответственно.
В 2023 году постановлением Министерства культуры Республики Беларусь от 30 мая 2023 года № 80 статус нематериальной историко-культурной ценности присвоен элементу «Культура белорусской дуды» на территории Гродненской области.

## События и мероприятия
- Областной литературный конкурс имя М. Богдановича[20]
- В 2024 году Гродненская область отмечает 80-летие со дня образования региона[5].

## В кинематографе

### Фильмы, снятые в Гродненской области
На территории Гродненской области были сняты фильмы: Миколка-паровоз (1956), Белые Росы (1983), Меня зовут Арлекино (1988), В августе 44-го… (2001), Я принимаю решение (2014).

## Преступность и пенитенциарная система
В 2014 году в области было зарегистрировано 9123 преступления — наименьший показатель среди регионов Республики Беларусь. В пересчёте на 100 тысяч человек уровень преступности составил 866, что существенно ниже среднего уровня по стране (991). Уровень преступности ниже только в соседней Брестской области (843). Самый низкий уровень преступности в области — в Новогрудском (643) и Вороновском (652) районах, самый высокий — в Гродненском (1188) и Мостовском (1187) районах.
1241 преступление в 2014 году относилось к разряду тяжких и особо тяжких, в том числе 561 было совершено в Гродно. В области было зафиксировано 3580 краж — наименьший показатель в стране. Лидеры по числу совершённых краж — Гродно (942), Лида и Лидский район (577), Волковыск и Волковысский район (305), Щучинский район (230), Гродненский район (223). Меньше всего краж было совершено в Берестовицком районе (43). Число грабежей составило 198, в том числе 76 в Гродно и 34 в Лиде и Лидском районе. 3030 преступлений было совершено лицами, ранее имевшими судимость. Число преступлений, связанных с наркотиками, в Гродненской области — 830, в том числе 526 в Гродно, 72 в Волковыске и Волковысском районе, 68 в Лиде и Лидском районе.
В Гродненской области расположено несколько учреждений Департамента исполнения наказаний МВД Республики Беларусь:
- Тюрьма № 1 — Гродно
- Исправительная колония № 11 (ИК-11) — Волковыск
- Исправительная колония-поселение № 26 (ИКП-26) — посёлок Гезгалы, Дятловский район
- Лечебно-трудовой профилакторий № 5 (ЛТП-5) — Вселюбский сельсовет, Новогрудский район
- 5 исправительных учреждений открытого типа

## Награды
- Орден Ленина (16 августа 1967 года) — за активное участие в партизанском движении, мужество и героизм, проявленные трудящимися Гродненской области в борьбе с немецко-фашистскими захватчиками в период Великой Отечественной войны, и успехи, достигнутые в восстановлении и развитии народного хозяйства[102]